# Wilhelm I. von Pernstein
Wilhelm I. von Pernstein (auch Wilhelm I. von Bernstein; tschechisch Vilém I. z Pernštejna; * um 1360; † 1422/1426) war ein mährischer Adliger. Als Vertrauter des Markgrafen Jobst bekleidete er mehrere Landesämter, u. a. war er Landeshauptmann von Mähren. Für das Jahr 1398 ist er zudem als Burggraf von Znaim belegt.

## Leben
Wilhelm I. von Pernstein entstammte dem mährischen Adelsgeschlecht Pernstein, dessen Vorfahren sich bis in die zweite Hälfte des 14. Jahrhunderts „von Mödlau“ bzw. „z Medlova“, nach der südlich von Brünn gelegenen Ortschaft Medlov nannten.
Wilhelm ist erstmals für das Jahr 1381 belegt, als er bereits volljährig war. Es ist sehr wahrscheinlich, dass er der jüngste Sohn des Emmeram/Jimram V. von Medlov bzw. von Pernstein war, der für die Jahre 1358–1383 nachgewiesen ist. 1383 verpflichtete sich Wilhelm zusammen mit seinen Brüdern Bohuš, Emmeram/Jimram und Smil, den Markgrafen Jobst von Mähren politisch und militärisch zu unterstützen. Vor 1385 vermählte sich Wilhelm mit Agnes von Pottenstein (Anežka z Potštejna), einer Witwe nach einem Adalbert/Albert, dessen Herkunft nicht bekannt ist. Zusammen mit ihr siedelte er vermutlich zunächst auf der Feste in Dalečín und später auf der Burg Pernstein. An diese gelangte er vermutlich durch einen gegenseitigen Erbvertrag, den er 1390 mit seinen Verwandten schloss. Aus dem Vertrag geht zudem hervor, dass Wilhelms Brüder 1390 nicht mehr am Leben waren.
In den 1380er und 1390er Jahren war Wilhelm Beisitzer am Brünner Landgericht. Für die Jahre 1397 bis 1398 ist er als Landeshauptmann von Mähren und für das Jahr 1398 zudem als Burggraf von Znaim belegt. Da die Znaimer Feste durch ihre Grenzlage eine besondere strategische Bedeutung für die Markgrafschaft hatte, kann angenommen werden, dass Wilhelm ein besonderes Vertrauen des Markgrafen Jobst genoss, wodurch er auch seinen Besitz erweitern konnte. 1398 übertrugen ihm seine entfernten Verwandten Atluš und Žibřid von Pernstein aufgrund einer Vereinbarung die Herrschaft Jakubov. Auch nach dem Tod des Markgrafen Prokop 1405 stand Wilhelm weiterhin in diplomatischen Diensten des Markgrafen Jobst. 1406/07 nahm er an den Friedensverhandlungen mit dem österreichischen Regenten Leopold IV. teil und 1408 und 1409 bekleidete er das Amt des Oberstkämmerers des Brünner Gerichts.
1414 führte Wilhelm kriegerische Auseinandersetzungen mit der Stadt Iglau, deren Ursachen nicht genau bekannt sind. 1415 stellte er sich mit zahlreichen anderen mährischen und böhmischen Adeligen an die Seite des Jan Hus und somit gegen das Konzil von Konstanz bzw. den böhmischen Landesherrn Sigismund. Die Angaben zu Wilhelms Todesjahr schwanken zwischen 1422 und 1430. Da der älteste Sohn Stephan/Štěpán noch zu Lebzeiten Wilhelms starb und der zweitgeborene Sohn Bavor keine Nachkommen hinterließ, gelangte Wilhelms umfangreiches Erbe an den jüngsten Sohn Johann. Er bekleidete ebenfalls einflussreiche Landesämter in Mähren und unterstützte später den böhmischen König Georg von Podiebrad.

## Familie
Vor 1385 vermählte sich Wilhelm mit Agnes von Pottenstein (Anežka z Potštejna). Dieser Ehe entstammten vermutlich
- Stephan/Štěpán (um 1380–1412/14)
- Bavor/Bawor († 1434), kämpfte für die Hussiten in der Schlacht bei Aussig und der Schlacht bei Mies
- Tochter N. N.[2], ⚭ Peter von Krawarn auf Straßnitz (Petr z Kravař na Strážnici)

In zweiter Ehe vermählte sich Wilhelm mit Katharina von Sternberg (Kateřina ze Šternberka). Dieser Ehe entstammte vermutlich der Sohn
- Johann († 1475), Oberstkämmerer des Landgerichts Brünn und ab 1473 einer der vier Statthalter von Mähren; ⚭ 1. vor 1437 Barbara von Waldstein (Barbora Brtnická z Valdštejna); ⚭ 2. vor 1445 Bohunka von Lomnitz (Bohunka Mezeřícká z Lomnice); ⚭ vor 1475 Margarete/Markéta von Vranov

Nach Katharinas Tod vor 1407 heiratete Wilhelm Anna von Sternberg (Anna ze Šternberka). Sie gebar wahrscheinlich die Tochter
- Anna (um 1408–nach 1447), ⚭ Heinrich von Waldstein (Jindřich z Valdštejna)